# Gornje Primišlje
Gornje Primišlje es una localidad de Croacia en el ejido de la ciudad de  Slunj, condado de Karlovac.

## Geografía
Se encuentra a una altitud de 263 m s. n. m. a 127 km de la capital nacional, Zagreb.

## Demografía
En el censo 2011, el total de población de la localidad fue de 12 habitantes.
| Gráfica de población de Gornje Primišlje 1857-2011                  |
|                                                                     |
| Según los censos de población de la oficina estadística de Croacia. |